# Atabegs von Aserbaidschan
Als Atabegs von Aserbaidschan (aserbaidschanisch: Eldənizlər) wird die türkische Dynastie der Eldigusiden (auch Ildegisiden) bezeichnet, welche im 12. und 13. Jh. zunächst unter Oberhoheit der Seldschuken, dann faktisch unabhängig über Āzarbāydschān, Arrān und Teile des persischen Iraks (Dschibal) herrschte.

## Schams ad-Din Eldigüz
1136 ernannte Sultan Mas'ud ibn Muhammad, der seldschukischer Herrscher beider Irak, den Militärsklaven (Mamluk) Schams ad-Din Eldigüz zum Atabeg – also Erzieher und Vormund – des Kronprinzen Arslan-Schah. Eldigüz erhielt als Iqta (Lehen) die aserbaidschanische Provinz Arran und wählte Bərdə als Residenz. 1161 erweiterte Eldigüz seine Herrschaft, sodass die seldschukischen Prinzen von Hamadan unter seine Kontrolle fielen. Nach dem Tod von Sultan Mas'ud ibn Muhammad wurde Eldigüz 1152 in die Nachfolgewirren des Thrones verwickelt. 1160 riefen die Emire des Reiches ihn dazu auf, seinen Schützling Arslan-Schah nach Hamadan zu bringen, um ihn dort zum neuen Herrscher zu ernennen. Als Atabeg eines Sultans erhielt Eldigüz den später von seinen Nachfolgern übernommenen Titel Atabak-i azam („Großatabeg“) und kontrollierte zeitweise nicht nur Aserbaidschan, Arran und die Provinz Dschibal, sondern auch Kerman, Fars, Chuzestan, Gilan, Schirwan, Mazandaran, Ahlat, Erzurum und Maragha. Laut dem  mittelalterlichen Historiker Sadr ad-Din al-Husaini erstreckte sich sein Einflussgebiet „von den Toren von Tiflis bis nach Makran“. Georgien war mit seiner großen Armee, in der auch 40.000 Kyptschaken dienten, Eldigüz’ großer Gegenspieler: 1138 griff der georgische König Dimitri I. die Stadt Gəncə an und erbeutete das bekannte eiserne Tor von Gəncə als Trophäe, die sich noch heute im Kloster Gelati befindet. Ab 1161 begannen die Georgier Raubzüge nach Ani, Dvin, Gəncə, Naxçıvan und andere Gebiete der Atabegs zu unternehmen. Eldigüz gründete eine Union unter den Seldschuken und kämpfte gegen Georgien, sodass König Giorgi III. 1163 besiegt wurde. Daraufhin besetzten die Georgier 1165 wieder Gəncə und drangen vorübergehend bis nach Naxçıvan und Beyləqan vor. 1173 begann Eldigüz einen großen Feldzug gegen Georgien, wurde jedoch besiegt und verstarb ein 1174 in Naxçıvan.

## Muhammad Dschahan-Pahlavan

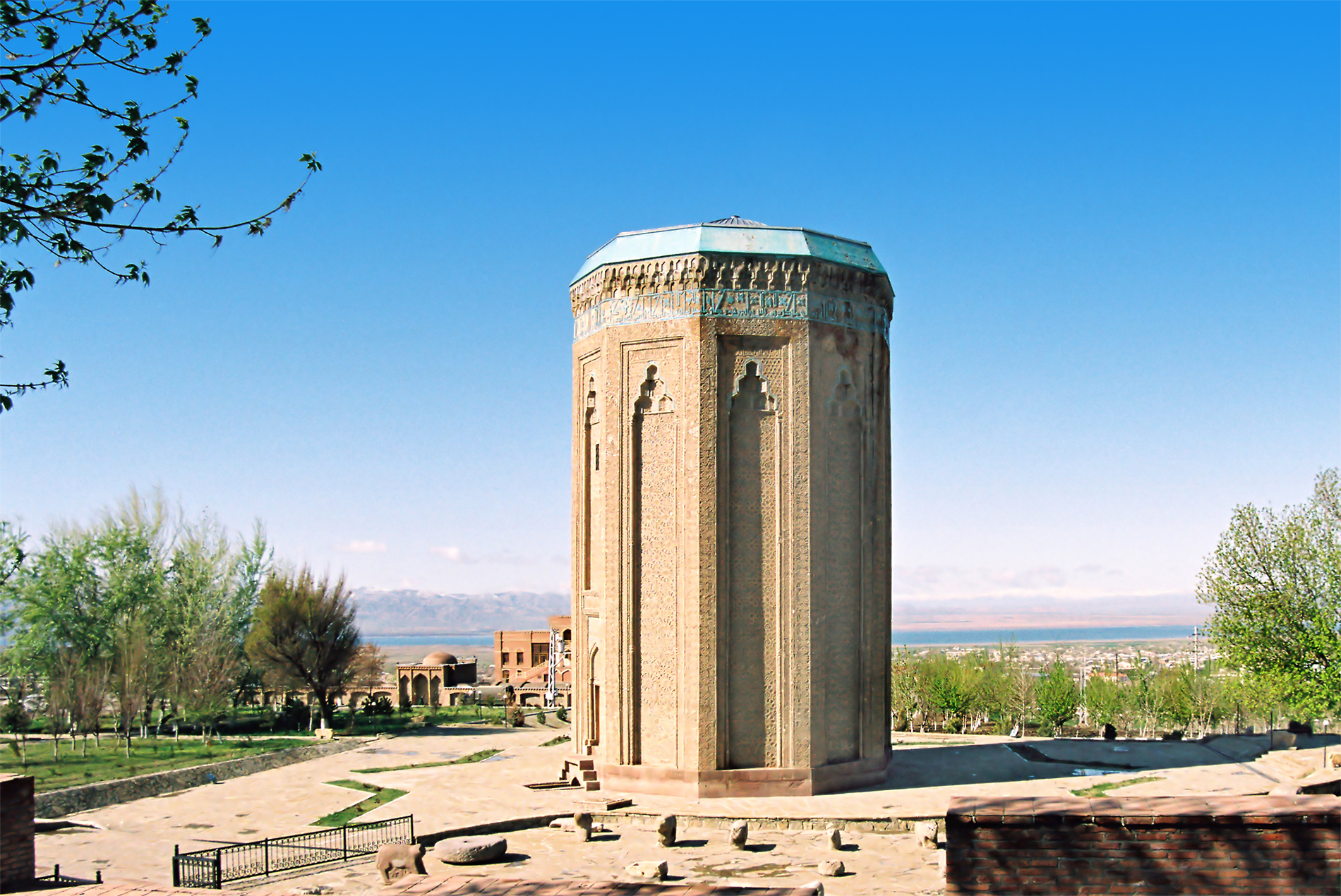
Mausoleum von Mumina-Chatun, der Frau Muhammad Dschahan-Pahlavans, in Naxçıvan

Nach Eldigüz’ Tod versuchte sich Arslan-Schah 1175 aus der Kontrolle der Atabegs zu lösen. Das misslang und er wurde von Eldigüz’ Sohn und Nachfolger Muhammad Dschahan-Pahlavan vergiftet. Pahlavan herrschte von 1174 bis 1186 und verlegte die Hauptstadt von Naxçıvan nach Hamadan. Sein jüngerer Bruder Qizil-Arslan Uthman wurde zum Herrscher Aserbaidschans ernannt. 1174 eroberte Qizil-Arslan Täbris, das zu neuen Hauptstadt wurde. Dschahan-Pahlavan schlug alle rebellischen Emire und setzte an ihre Stellen loyale Mamluken ein. Er vergab jedem von ihnen ein Lehen. Seine zwölfjährige Herrschaft wird als die friedlichste Periode der Atabegs von Aserbaidschan angesehen. Unter seiner Herrschaft wurde die Zentralmacht gestärkt und kein fremder Feind fiel in das Reich ein. Es wurden freundschaftliche Beziehungen mit den zentralasiatischen Choresm-Schahs aufgebaut. All dies beeinflusste die Entwicklung der Wissenschaften, des Handwerkes, des Handels und der Künste positiv.

## Qizil-Arslan
Nach Muhammad Dschahan-Pahlavans Tod wurde sein Bruder Qizil-Arslan (reg. 1186–1191) neuer Herrscher. Er erhielt die Kontrolle über die Sultane aufrecht, auch wenn die Zentralmacht wegen aufbegehrender Mamluken schwächer wurde. Sogar der ehemals treue Schirwan-Schah Ahsitan I. ibn Manutchihr fiel 1186 in das Gebiet der Atabegs ein, wurde jedoch besiegt, woraufhin Qizil-Arslan das Gebiet zwischen Şamaxı und Derbent besetzte. Als 1191 mit Toghril III. der letzte Sultan der Großseldschuken getötet wurde, ernannte sich Qizil-Arslan mit Unterstützung des Kalifen in Bagdad zum neuen Sultan, wurde aber noch im selben Jahr ermordet. Die Macht wurde zwischen seinen drei Söhnen Abu Bakr, Qutluq Inandsch und Amir Amiran aufgeteilt: Abu Bakr regierte Aserbaidschan und Arran, seine Brüder Chorasan und andere angrenzende Gebiete. Schon bald kam es aber zu Streitigkeiten zwischen den dreien, aus welchen Abu Bakr als Sieger hervorging. Der Machtkampf schwächte das Reich dermaßen, dass die feindlichen Georgier und Choresm-Schahs angriffen und den Untergang der Atabegs beschleunigten.

## Uzbek
Der Machtverfall beschleunigte sich unter Atabeg Uzbek, der Abu Bakr 1210 nachfolgte und kein großes Interesse an den Staatsgeschäften zeigte. Das Reich wurde von verschiedenen Mächten angegriffen, vor allem eroberten die Georgier unter Königin Tamar mehrere Städte. 1217 erkannte Uzbek die Oberherrschaft der Choresm-Schahs an, 1220 musste er sich mit den Mongolen auseinandersetzen, wobei er seine Hauptstadt Täbris nur durch Geldzahlungen vor einer Plünderung bewahren konnte. Am 25. Juli 1225 eroberte schließlich der letzte Choresm-Schah Dschalal ad-Din Täbris und nahm anschließend Uzbeks Gemahlin zur Frau. Als der in die Festung Alindscha (beim heutigen Chanegah) geflohene Atabeg davon erfuhr, soll er aus Kummer und Scham verstorben sein. Sein gesamtes Reich fiel somit an Sultan Dschalal ad-Din, welcher Aserbaidschan seinerseits 1231 endgültig an die Mongolen verlor.

## Weblink
- K. A. Luther: „ATĀBAKĀN-E ĀḎARBĀYJĀN“ (1987) in Encyclopædia Iranica